# Isole di Baklund
Le isole di Baklund (in russo Острова Баклунда, ostrova Baklunda) sono un gruppo di isole russe bagnate dal mare di Kara.
Amministrativamente fanno parte del distretto di Tajmyr del Territorio di Krasnojarsk, nel Circondario federale della Siberia.

## Geografia
Le isole sono situate lungo la costa di Chariton Laptev (берег Харитона Лаптева, bereg Charitona Lapteva), poco a nord del capo di Štelling (мыс Штеллинга, mys Štellinga), che separa la baia Avarijnaja (бухта Аварийная, buctha Avarijnaja) dalla baia Vostočnaja (бухта Восточная, buchta Vostočnaja), nella parte centrale della penisola del Tajmyr. Fanno parte della Riserva naturale del Grande Artico.
Si tratta di 2 isole senza nome individuale, che si sviluppano da sud-ovest a nord-est, e sono situate a circa 300 m l'una dall'altra. L'isola nord-orientale è la maggiore: misura circa 2,5 m di lunghezza e 750 m di larghezza massima. Il punto più alto del gruppo si trova qui ed è di 11 m s.l.m.

L'isola sud-occidentale è di forma irregolare, con una lunghezza massima di circa 900 m e una larghezza di circa 800 m; l'elevazione dell'isola è di 8 m s.l.m.

## Isole adiacenti
- Isola Burun (остров Бурун, ostrov Burun), a sud-sud-ovest, alla foce del fiume Kamennaja, insieme ad altre isolette senza nome.
- Isole di Mjačin (острова Мячина, ostrova Mjačina), a sud-ovest.
- Isola Majdan (остров Майдан), a sud-est.
- Isole Storoževye (острова Сторожевые), a est.